# Resolució 1162 del Consell de Seguretat de les Nacions Unides
La Resolució 1162 del Consell de Seguretat de les Nacions Unides fou adoptada per unanimitat el 17 d'abril de 1998.
Després de recordar les resolucions 1132 (1997) i Resolució 1156 (1998) sobre la situació a Sierra Leone, el Consell va autoritzar el desplegament de 10 funcionaris de l'enllaç militar i de seguretat de les Nacions Unides per conèixer la situació al país.
El Consell de Seguretat va acollir amb satisfacció els esforços del president de Sierra Leone, Ahmad Tejan Kabbah, per restablir la pau, l'estabilitat i la governança. Els observadors de la Comunitat Econòmica dels Estats de l'Àfrica Occidental (ECOWAS) i les Nacions Unides han tingut un paper important. La resolució va autoritzar el desplegament de fins a 10 persones d'enllaç i assessorament de seguretat fins a 90 dies sota l'autoritat de l'Enviat Especial del Secretari General de les Nacions Unides per informar sobre la situació militar, per ajudar al Grup de Monitorització de la Comunitat Econòmica d'Estats d'Àfrica Occidental (ECOMOG) i el disseny d'un pla de desarmament. Aviat hi haurà una decisió sobre el desplegament de tropes de les Nacions Unides, inclosos observadors de drets humans, després de l'enfortiment de l'oficina del Enviat Especial a la capital Freetown.
Finalment, es va instar els Estats membres a proporcionar assistència humanitària a Sierra Leone després d'un recurs, participar en la reconstrucció del país i contribuir a un fons fiduciari creat per donar suport a les operacions de manteniment de la pau a Sierra Leone.